# 匹茲堡 (北卡羅萊納州)
匹茲堡（英語：Pittsburg）是位於美國北卡羅萊納州羅恩縣的非建制地區。

## 地理
匹茲堡所處的海拔為高於海平面264米（即866英呎），而該地所採用的時區為UTC-5，即北美东部时区（EST）。同時該地設有夏令時間，為UTC-5調快一小時，即UTC-4（EDT）。